# Парусный спорт на летних Олимпийских играх 1908
Соревнования по парусному спорту на летних Олимпийских играх 1908 прошли с 27 по 29 июля и с 11 по 12 августа. Участвовали 64 спортсмена из 5 стран, которые соревновались за 4 комплекта медалей.

## Медали

### Общий медальный зачёт
(Жирным выделено самое большое количество медалей в своей категории; принимающая страна также выделена)
| Общее количество медалей |                |        |         |        |       |
| Место                    | Страна         | Золото | Серебро | Бронза | Всего |
| 1                        | Великобритания | 4      | 1       | 1      | 6     |
| 2                        | Бельгия        | 0      | 1       | 0      | 1     |
| 2                        | Швеция         | 0      | 1       | 0      | 1     |
| 4                        | Франция        | 0      | 0       | 1      | 1     |

### Медалисты
| Дисциплина | Золото | Серебро | Бронза                                                                                    |
| 6 метров   | Великобритания Чарльз Кричтон · Гилберт Лоз · Томас Макмикин | Бельгия Анри Веваутерс · Леон Уйбрехтс · Луис Уйбрехтс | Франция Анри Артюс · Луи Потто · Пьер Рабо                                                |
| 7 метров   | Великобритания Норман Бингли · Ричард Диксон · Фрэнсис Риветт-Кернек · Чарльз Риветт-Кернек                                                                            | — | —                                                                                         |
| 8 метров   | Великобритания Артур Вуд · Блэр Кокран · Чарльз Кэмпбелл · Джон Роудз · Генри Саттон                                                                                   | Швеция Эрик Валлериус · Харальд Валлин · Эрик Сандберг · Эдмунд Турмелен · Карл Хеллстрём | Великобритания Джордж Ретси · Уильям Уорд · Филипп Ханлоук · Альфред Хьюз · Фредерик Хьюз |
| 12 метров  | Великобритания Джеймс Бантен · Джон Бьюкенен · Томас Глен-Коутс · Дэвид Данлоп · Артур Даунз · Джон Даунз · Джон Макензи · Альберт Мартин · Джеральд Тейт · Джон Эспин | Великобритания Джеймс Бакстер · Джон Адам Гардинер · Джон Джеллико · Уильям Дэвидсон · Джеймс Кенион · Сесил Мак-Ивер · Чарльз Мак-Ивер · Колин МакЛеод-Робертсон · Джеймс Спенс · Томас Литтлдейл | —                                                                                         |

## Страны
В соревнованиях по парусному спорту участвовали 64 спортсменов (в том числе одна женщина за Великобританию) из 5 стран:

В скобках указано количество спортсменов
- Бельгия (3)
- Великобритания (40)
- Норвегия (5)
- Франция (3)
- Швеция (13)